# Dendroeremaeus foveolatus
Dendroeremaeus foveolatus är en kvalsterart som beskrevs av Behan-Pelletier, Eamer och Clayton 2005. Dendroeremaeus foveolatus ingår i släktet Dendroeremaeus och familjen Dendroeremaeidae. Inga underarter finns listade i Catalogue of Life.